# Ardeae
Ardeae è un clade di uccelli che contiene Eurypygimorphae e Aequornithes, nominato nel 2014 sulla base di un'analisi del genoma. Inizialmente i membri di Eurypygimorphae furono originariamente classificati nell'obsoleto gruppo Metaves, mentre gli Aequornithes furono classificati come il sister taxon di Musophagiformes o Gruiformes.